# 벨기에 필드하키 국가대표팀
벨기에 필드하키 국가대표팀(네덜란드어: Belgische hockeyploeg, 프랑스어: Équipe de Belgique de hockey sur gazon, 독일어: Belgische Hockeynationalmannschaft)은 벨기에를 대표하여 국제 필드하키 경기에 참가하는 국가대표팀으로 벨기에 왕립 하키 연맹에 의해 운영된다.